# Norbert Reck
Norbert Reck (* 1961) ist ein deutscher katholischer Theologe, freier Publizist, Übersetzer und Redakteur. Seine Werke befassen sich mit theologischen und kirchenpolitischen Themen.

## Leben
Reck studierte katholische Theologie mit Schwerpunkt Dogmatik an der Ludwig-Maximilians-Universität München und wurde 1998 mit einer Dissertation über Die Bedeutung der Zeugen von Konzentrationslagern für die Theologie zum Dr. theol. promoviert. Nach Lehraufträgen an der Katholischen Stiftungsfachhochschule München, an der Universität des Saarlandes, der Freien Universität Berlin und der Universität Freiburg konzentrierte er sich auf die Publikation von Rundfunk-, Buch-, und Zeitschriftenbeiträgen sowie Vortragstätigkeiten in Europa und den USA. Von 2000 bis 2016 war er verantwortlicher Redakteur der deutschen Ausgabe der internationalen Zeitschrift Concilium und im Jahr 2016 Redaktionsmitglied der Zeitschrift Stimmen der Zeit. Reck ist Mitglied im Gesprächskreis Juden und Christen beim Zentralkomitee der deutschen Katholiken, im wissenschaftlichen Beirat der der Zeitschrift Theologie.geschichte, im Verband deutschsprachiger Übersetzer/innen und Kuratoriumsmitglied in der Gesellschaft der Freunde Abrahams. Er legte bislang zahlreiche Veröffentlichungen zum Thema Christen und Juden nach der Schoa vor. Im Zentrum seiner Arbeit steht die Diskursanalyse, insbesondere die Analyse der Diskurse von Auschwitzüberlebenden, der Nachkriegstheologie, der Sexualität und biblischer Literatur.

## Veröffentlichungen (Auswahl)

### Lieder (Text, Komposition und Gesang)
- Mir ist so kirschlich [12 Chansons, CD, Artysan 280761]. Artysan Records, München 1998.